# ROKS Gwangyang (ATS-32)
Pour les articles homonymes, voir ROKS Gwangyang.
Le ROKS Gwangyang (ATS-32) est un navire de sauvetage de la marine de la république de Corée, le deuxième navire de la classe Tongyeong. Il est nommé d’après la ville de Gwangyang.

## Conception
La classe Tongyeong a un déplacement total de 3500 tonnes, une longueur de 107,5 m et une largeur de 16,8 m. Leur vitesse maximale peut atteindre 21 nœuds (environ 39 km/h).
Les navires sont équipés :
- De 2 caissons de décompression pouvant accueillir jusqu’à 8 personnes (chirurgiens compris) afin que les plongeurs (SSU) puissent effectuer des missions de sauvetage jusqu’à une profondeur de 90 m.
- d’un pont d'envol pour le décollage et l’atterrissage d’hélicoptères de taille moyenne.
- d’un dispositif de repositionnement automatique du navire (poussée, hélice) sur la proue et la poupe, lui permettant de pivoter sur 360 degrés sur place.
- d’un ROV, qui n’était pas présent dans les anciens navires de sauvetage de la classe Pyeongtaek. Le ROV du Gwangyang est capable de fonctionner jusqu’à 3 km sous la surface, ce qui est trop profond pour les humains. Il est équipé de deux bras robotisés, de neuf caméras et d’une pince coupante. Il pèse 3,5 tonnes, a une vitesse maximale de 3 nœuds et a une capacité de levage d’environ 250 kg.
- d’équipement de soutien aux scaphandriers. Un tuyau d’air permet aux scaphandriers d’effectuer des opérations de sauvetage jusqu’à 90 m sous l’eau.
- d’une grue capable de soulever les patrouilleurs de classe Yoon Youngha de 570 tonnes.
- d’une installation de remorquage ayant la capacité de remorquer un navire d'assaut amphibie de classe Dokdo.
- d’un sonar : un détecteur de bancs de poissons commercial a été installé à la place du sonar prévu, en raison de la corruption dans l’industrie de la défense[1].

## Carrière
Le ROKS Gwangyang a été construit par Hanjin Heavy Industries, lancé le 30 juin 2015 et mis en service le 10 octobre 2016.

## Galerie

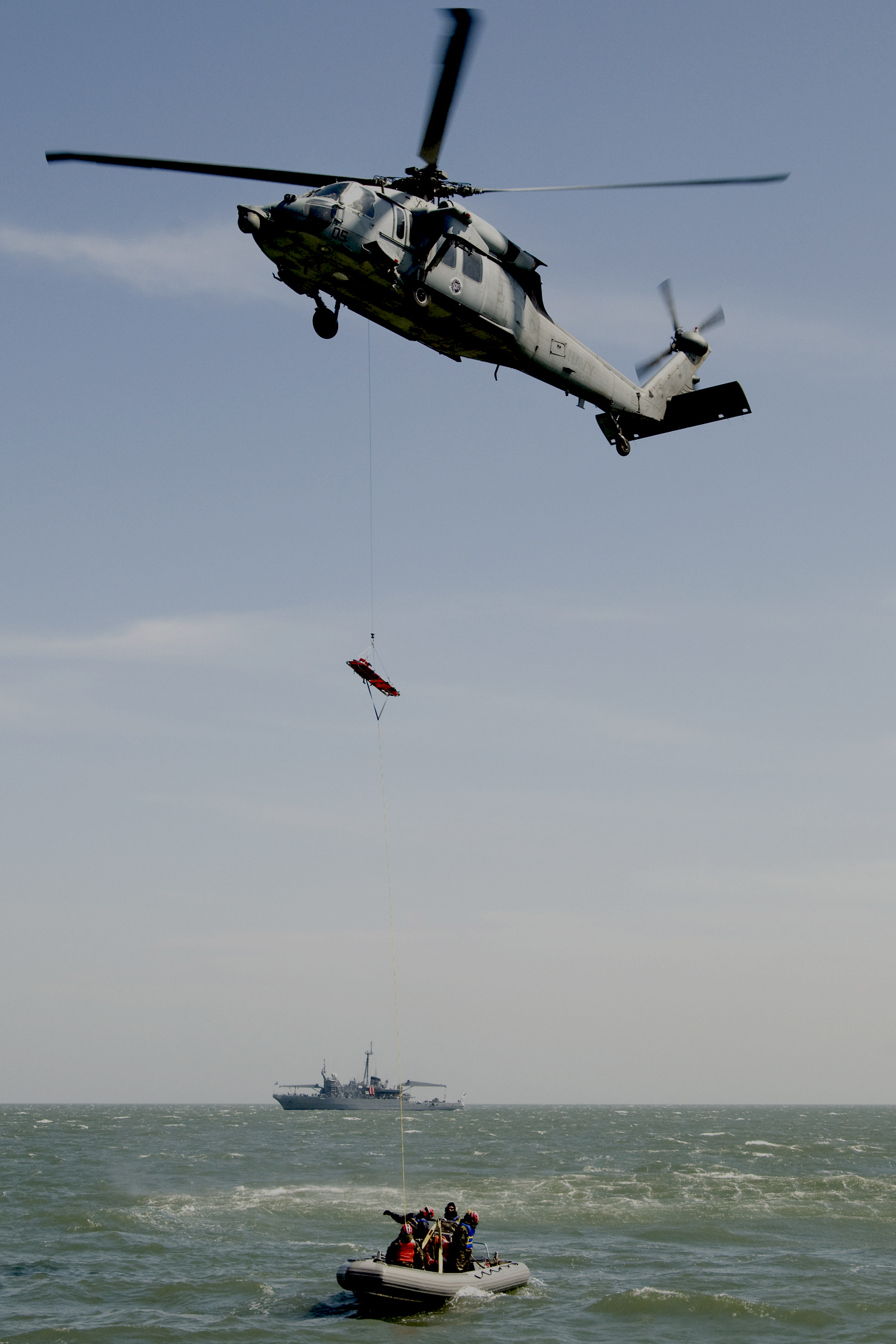
Le ROKS Gwangyang le 6 avril 2010
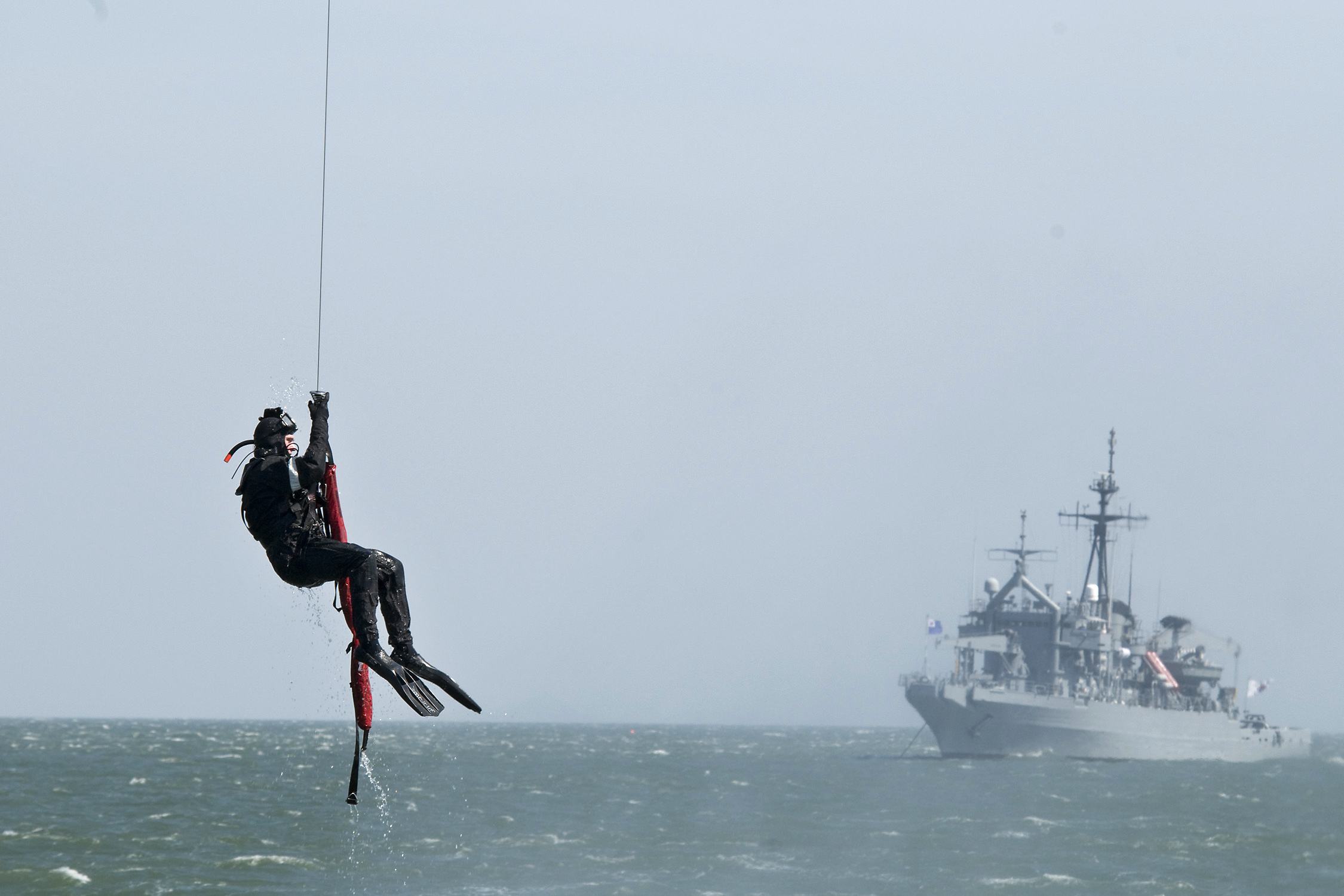
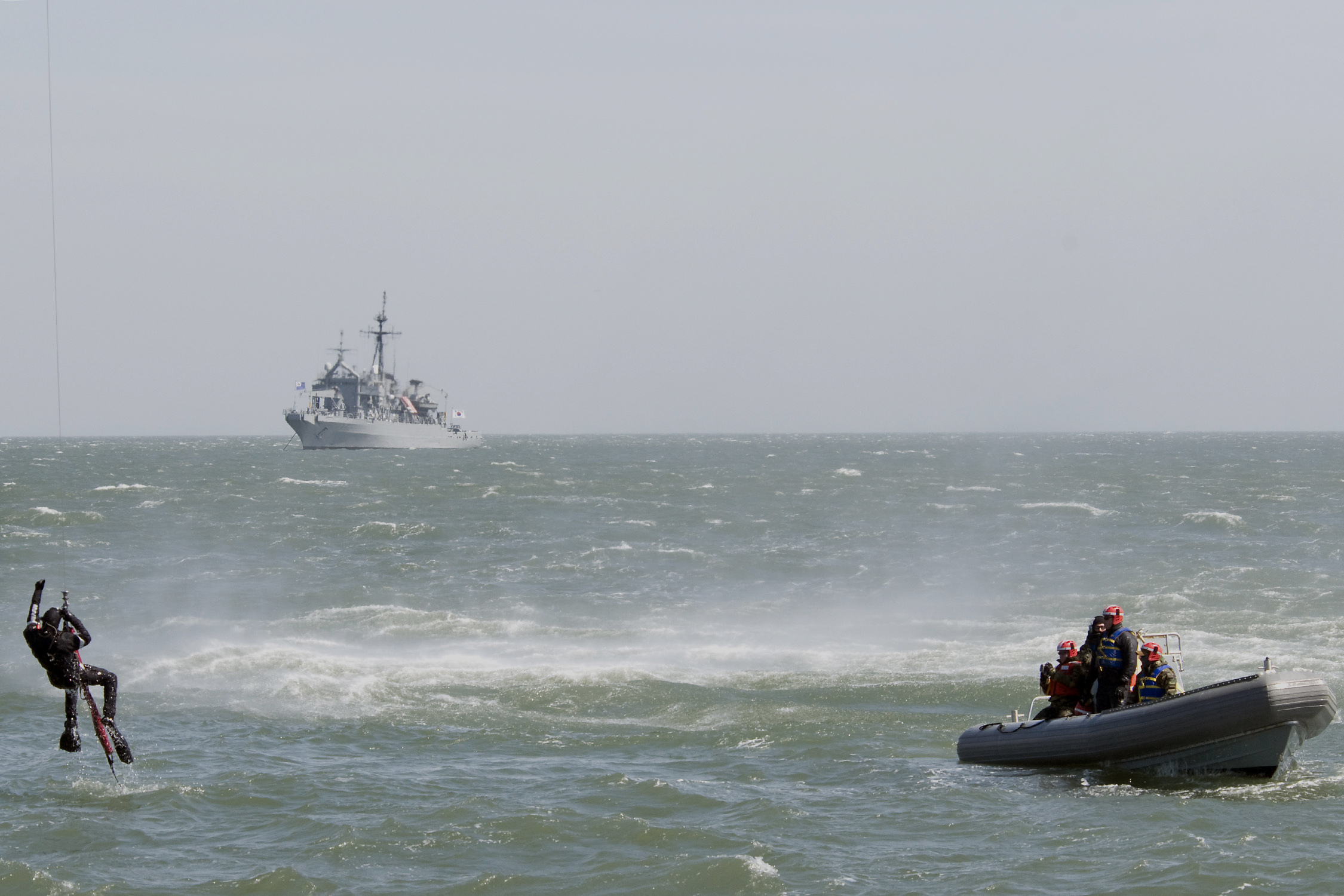